# Любомиров, Николай Иванович (спортивный деятель)
Николай Иванович Любомиров (1916 — 11 мая 1995) — советский журналист и спортивный функционер, главный редактор газеты «Советский спорт» (1952—1958), председатель Федерации фехтования СССР (1962—1972), вице-президент Международной федерации фехтования (1968—1972).

## Биография
До 1952 года заведующий одним из отделов аппарата ЦК ВЛКСМ.
С февраля 1952 по май 1958 года — главный редактор газеты «Советский спорт». Входил в пресс-группу советской делегации на Олимпийских играх в Хельсинки.

В конце июля 1957 года добился выделения нового здания для редакции газеты
…мы встречались уже в Большом Спасоглинищевском, 8 (с 1966 года — улица Архипова, затем старое название было возвращено. — Прим). Очередной переезд произошел благодаря двум интересным обстоятельствам.
1. Во-первых, став лидером государства, Никита Хрущев провел сокращение министерств и ведомств. Пострадало в числе прочих и Министерство угольной промышленности. В доме № 8 по ул. Архипова как раз располагалась одна из многочисленных «угольных» контор. Постановлением Совета министров СССР здание было передано для редакции газеты «Советский спорт».
2. Во-вторых, главным редактором тогда был Николай Любомиров, который пришел в газету из аппарата ЦК КПСС. Он-то, как тогда говорили, и «пробил» вопрос. Сотрудники газеты в считанные часы заняли помещения, однако на четвертом этаже еще несколько лет размещался журнал «Уголь», но потом и он съехал.

Будучи главным редактором «Советского спорта» направил секретарю ЦК Георгию Маленкову записку в которой, в том числе обвинил ряд ведущих советских футболистов в том что они рассматривают футбол как средство личного обогащения 
Футболистам Домов офицеров и ВВС присваиваются звания от лейтенанта до майора. Футболисты «Шахтера» «Локомотива» получают соответственно служебные звания в угольной промышленности и на транспорте. Класс советского футбола снизился еще и потому, что такие футболисты, как Бесков, Николаев, Трофимов, Пономарев, Карцев, Сальников, рассматривают футбол как средство существования и личного обогащения. 
Работал в Спорткомитете СССР. В 1962—1972 годах председатель Федерации фехтования СССР. В 1968—1972 годах одновременно вице-президент ФИЕ.
Позднее работал в обществе «Знание».
Автор и соавтор ряда книг по истории Олимпийских игр: «XVI Олимпийские игры. Мельбурн 1956», «От Афин до Рима», «Москва — столица Олимпиады-80», «Советский спорт на олимпийских аренах», «Олимпийская команда СССР = The USSR Olympic team : XV зимние Олимпийские игры Калгари 1988» и др.

## Награды
- Орден «Знак Почёта» (27.04.1957) — «за успехи, достигнутые в деле развития массового физкультурного движения в стране, повышения мастерства советских спортсменов, и успешное выступление на международных соревнованиях»